# La Flor Burgalesa
La Flor Burgalesa es una empresa española, cuyo nombre comercial es Florbú, que se dedica a la fabricación de galletas y barquillos y está especializada en el género integral y sin azúcar. Se trata de una empresa familiar, constituida como Sociedad Limitada, cuya distribución abarca toda España y parte del mercado internacional. En 2017, La Flor Burgalesa tuvo una facturación de 15.053.000 euros.
La fábrica se ubica en el Polígono de Villalonquéjar, ocupando una superficie de 8.064 m², a lo que en 2017 se añadió una nave anexa que ocupa una superficie de 4.500 m², destinada a almacenaje. Por otro lado, tiene cuatro tiendas propias distribuidas por la ciudad de Burgos. La Flor Burgalesa mantiene un empleo medio de 80 trabajadores.

## Historia
La Flor Burgalesa es fundada por Afrodísio Pérez Ortega en 1948, en Burgos. Después de varias ubicaciones, la fábrica se traslada a la calle de San Pedro y San Felices, donde permanecerá durante más de 40 años. Junto a  ella se abre una tienda para la venta directa al público de los productos fabricados. En sus inicios la producción de galletas está orientada únicamente al mercado local y poco a poco se va introduciendo en el resto de las provincias españolas.
En 1983 se transforma en Sociedad Limitada y quince años más tarde, en 1998, la empresa ve necesario el traslado de la fábrica al Polígono de Villalonquéjar para hacer frente al crecimiento de su volumen de negocio. En esta nueva nave se realizan continuas ampliaciones de manera que entre 2008 y 2012 se destinan 7,5 millones de euros a aumentar su capacidad productiva. En 2016, la fábrica ha realizado una inversión de 8 millones de euros, destinada a la adquisición de una nueva línea de horno y a la compra de una nave contigua a su planta

## Distribución
La Flor Burgalesa destina el 25,88 % de su producción a fabricar marca blanca atendiendo las demandas de cadenas como Día, Carrefour, Alcampo, Alteza, SPAR, El Corte Inglés o Covirán, y produce galletas y barquillo para una serie de licencias (10,53 % de su facturación) como son Peppa Pig, Real Madrid, Barcelona, Momoking o Hello Kitty.
La exportación significa un 11,76 % de su producción, llegando a países como China, Japón, Argelia, Francia, Portugal, Italia, Chile, Corea, Marruecos, Israel o Malta. Por otra parte, el 31,45 % de su producción es distribuido por toda la geografía española bajo la marca Florbú, para cuyo fin la empresa dispone de 100 distribuidores en el país.
Asimismo, un 9,08 % corresponde al negocio Maquila y el 9,69 % se destina a las grandes superficies. El 2 % restante equivale a la producción destinada a abastecer las cinco tiendas ubicadas en Burgos.

## Productos, bajo marca Florbú
La empresa produce galletas y barquillos entre las que destacan las integrales, ricas en fibra y sin azúcar. Alguno de sus productos son las siguientes:
- Barquillo relleno y de chocolate: en tres variantes (integral con fructosa, tradicional y sin azúcar)
- Castellana: en dos variantes (integral con fructosa y tradicional)
- Cookies de chocolate: en dos variantes (tradicional y sin azúcar)
- Cookies con pasas: integral con fructosa
- Torta: integral con fructosa
- Torta de sésamo: integral con fructosa
- Rosquilla de soja: integral con fructosa
- Surco de manzana: integral con fructosa
- Surcoliva: integral y rica en aceite de oliva
- Cookilate: tradicional
- Marina: tradicional
- Rústica con miel: tradicional
- Boreo: tradicional

## Distinciones
2014: Premio FAE de Oro. En 2014, la junta directiva de la Confederación de Asociaciones Empresariales de Burgos (FAE) concede a La Flor Burgalesa el FAE de Oro como reconocimiento por constituir un referente en la industria y el comercio de la alimentación.
2014: Premio CECALE de Oro. La Confederación de Asociaciones Empresariales de Castilla y León (Cecale) otorga a Ángel Pérez González, presidente de La Flor Burgalesa, el Cecale de Oro por representar un ejemplo activo de compromiso y dedicación empresarial en su sector.